# Aglona
Aglona è un comune della Lettonia appartenente alla regione storica della Letgallia di 4.426 abitanti (dati 2010)
È situata a 40 km da Daugavpils in uno stretto lembo di terra tra i laghi Cirišs e Egles.
La sua basilica, la più importante chiesa cattolica del paese, attrae numerosi pellegrini.

## Geografia antropica

### Suddivisioni amministrative
Il comune è stato istituito nel 2009 ed è formato dalle seguenti unità amministrative:
- Aglona (sede comunale, 2.334 abitanti nel 2008[4]).
- Grāveri
- Kastuļina
- Šķeltova